# Bangalaia camerunica
Bangalaia camerunica är en skalbaggsart som beskrevs av Stefan von Breuning 1974. Bangalaia camerunica ingår i släktet Bangalaia och familjen långhorningar. Inga underarter finns listade.